# Hẹn hò trực tuyến

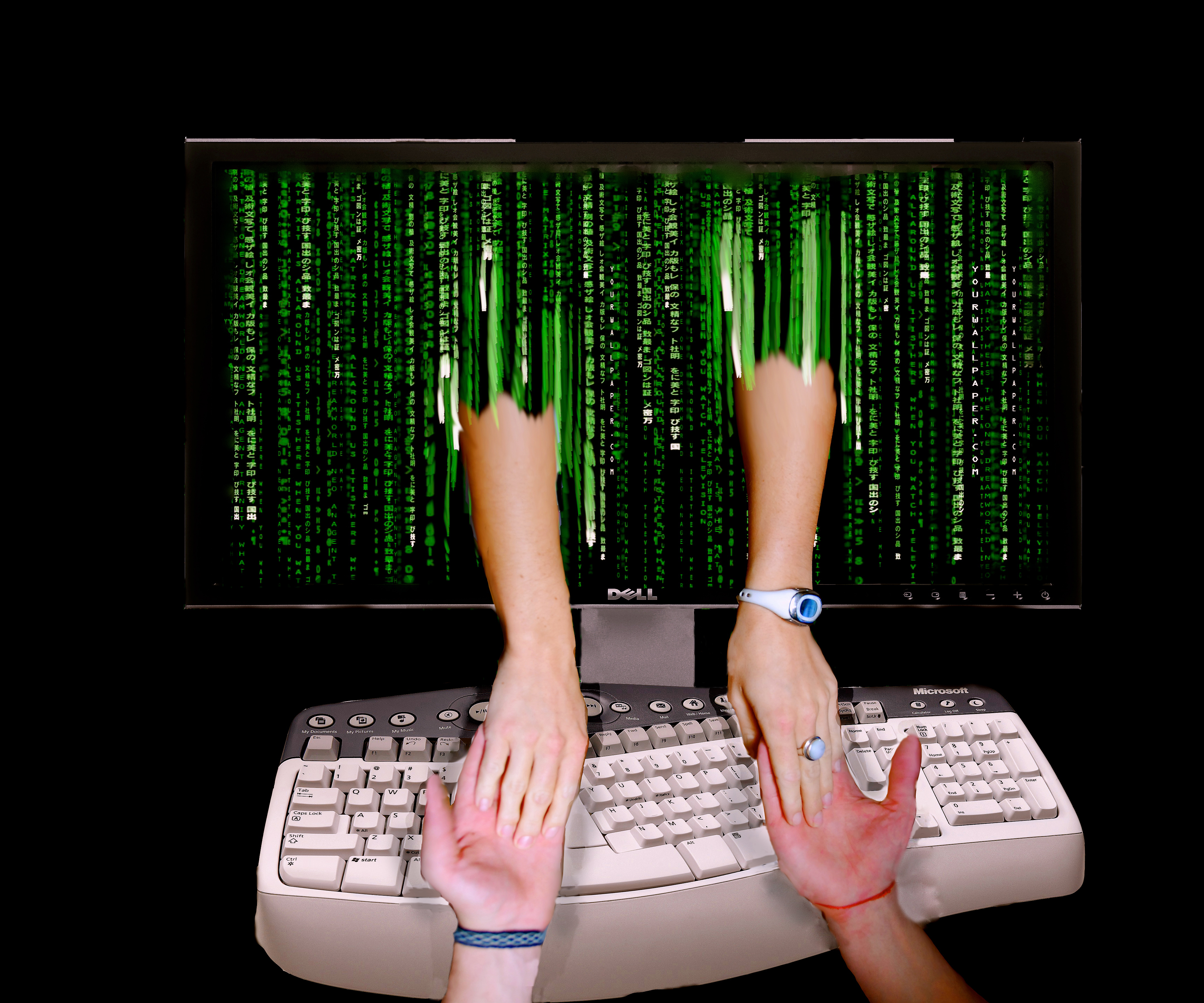
Hẹn hò trực tuyến qua các ứng dụng mạng

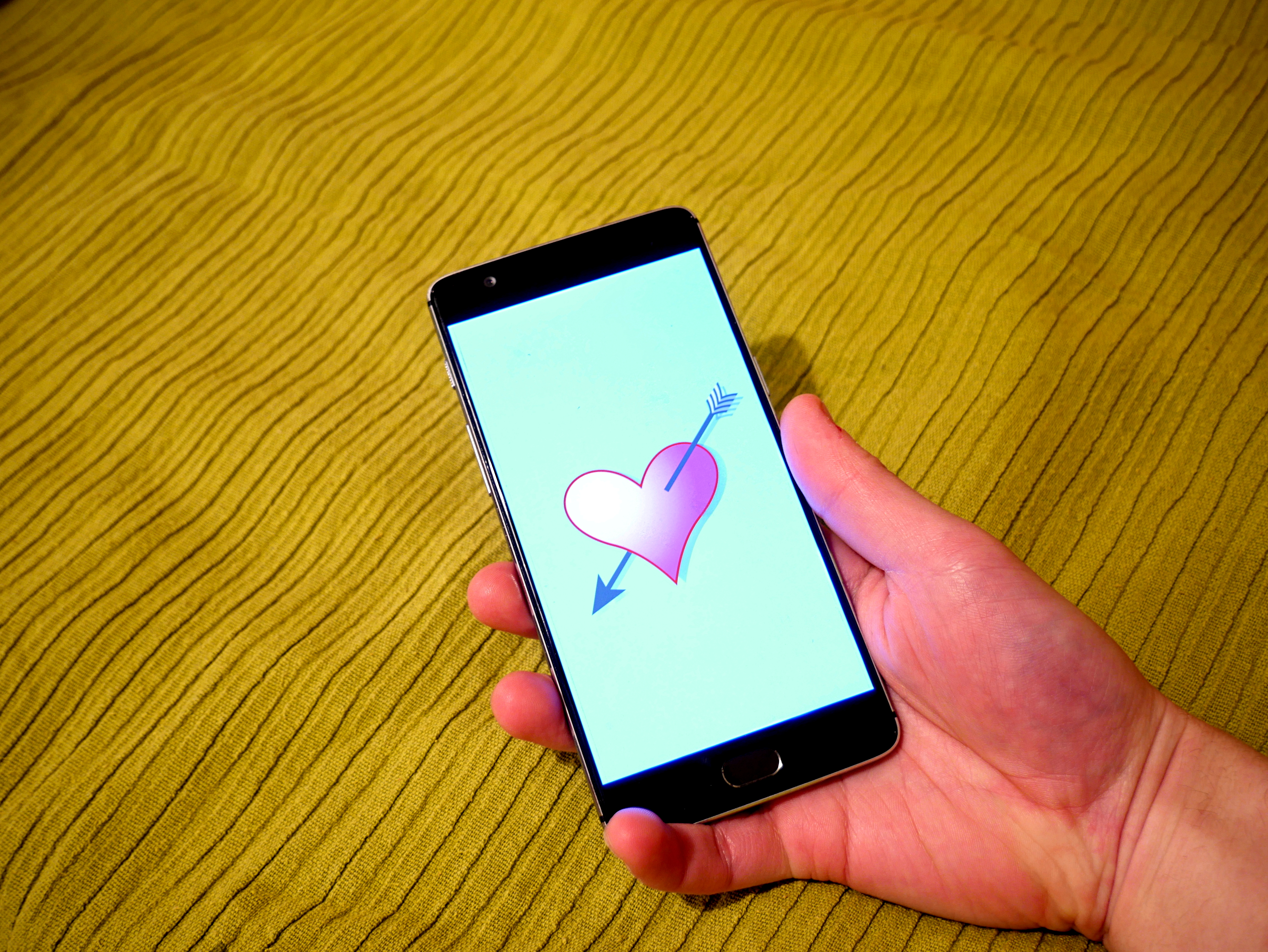
Hẹn hò trực tuyến qua điện thoại thông minh

Hẹn hò trực tuyến (Online dating) hay hẹn hò qua mạng (Internet dating) hay Ứng dụng hẹn hò (Mobile app dating) hay hẹn hò ảo (Virtual dating) là phương pháp được mọi người sử dụng với mục tiêu tìm kiếm và tương tác với những người bạn tình lãng mạn hoặc bạn tình tiềm năng, thông qua internet. Các công ty cung ứng dịch vụ hẹn hò trực tuyến là công ty quảng bá và cung cấp các cơ chế, phương tiện, ứng dụng hẹn hò cho hoạt động hẹn hò trực tuyến, thường ở dạng trang web chuyên dụng hoặc ứng dụng phần mềm có thể truy cập trên máy tính cá nhân hoặc thiết bị di động được kết nối với internet. Nhiều loại hình dịch vụ không kiểm duyệt ghép đôi, hầu hết trong số đó là dựa trên hồ sơ người dùng với nhiều chức năng giao tiếp khác nhau, được các công ty cung cấp.

## Đại cương
Các dịch vụ hẹn hò trực tuyến cho phép người dùng trở thành "thành viên" bằng cách tạo hồ sơ và tải lên thông tin cá nhân bao gồm (nhưng không giới hạn ở) tuổi, giới tính, khuynh hướng tình dục, vị trí và ngoại hình. Hầu hết các dịch vụ cũng khuyến khích thành viên tải thêm ảnh hoặc video vào hồ sơ của họ. Sau khi hồ sơ đã được thiết lập, thành viên có thể xem hồ sơ của những thành viên khác trong dịch vụ này, sử dụng thông tin hồ sơ có thể nhìn thấy để quyết định có nên bắt đầu liên lạc hay không. Hầu hết các dịch vụ đều cung cấp tin nhắn kỹ thuật số, trong khi những dịch vụ khác cung cấp các dịch vụ bổ sung như webcast, trò chuyện trực tuyến (Chat), trò chuyện qua điện thoại (VOIP) và bảng tin nhắn. Các thành viên có thể giới hạn tương tác của mình trong không gian trực tuyến hoặc họ có thể sắp xếp một cuộc hẹn hò để gặp mặt trực tiếp (offline). Cùng với sự phát triển của thời đại công nghệ số, việc hẹn hò của giới trẻ hiện nay cũng có nhiều thay đổi khi không cần phải làm quen qua lời giới thiệu hay gặp mặt trực tiếp như trước mà họ có thể tìm kiếm được nửa kia của cuộc đời mình dù họ có cách xa hàng trăm cây số.
Hiện nay có rất nhiều dịch vụ hẹn hò trực tuyến. Một số có lượng thành viên đông đảo gồm những người dùng đa dạng đang tìm kiếm nhiều loại mối quan hệ khác nhau. Các trang web khác nhắm mục tiêu vào nhóm nhân khẩu học rất cụ thể dựa trên các đặc điểm như sở thích chung, vị trí, tôn giáo, khuynh hướng tình dục hoặc loại mối quan hệ. Các dịch vụ hẹn hò trực tuyến cũng khác nhau rất nhiều về nguồn doanh thu. Một số trang web hoàn toàn miễn phí và phụ thuộc vào quảng cáo để có doanh thu. Những trang web khác sử dụng mô hình doanh thu freemium, cung cấp dịch vụ đăng ký và sử dụng miễn phí, với các dịch vụ tùy chọn, trả phí, cao cấp. Có nhiều ứng dụng hẹn hò được ưa chuộng như Tinder, Fika, Bumble, Facebook Dating. Các ứng dụng hẹn hò đang ngày càng trở nên phổ biến với giới trẻ, đặc biệt là Gen Z. Theo Trung tâm nghiên cứu Pew, mặc dù chỉ có một số lượng không đáng kể người hẹn hò trực tuyến vào năm 2005, nhưng số này đã tăng lên 11% vào năm 2013 và sau đó là 15% vào năm 2015. Sự gia tăng này chủ yếu do những người từ 18 đến 24 tuổi (thế hệ Z), sử dụng các phần mềm hẹn hò trực tuyến gần như tăng gấp ba, và những người ở độ tuổi 55 đến 64 gấp đôi. Thái độ đối với hẹn hò trực tuyến đã được cải thiện, mặc dù các nhà cung cấp dịch vụ trực tuyến cho biết chỉ có 5% những người này kết hôn hoặc có mối quan hệ cam kết với người mà họ gặp trực tuyến.

## Rủi ro

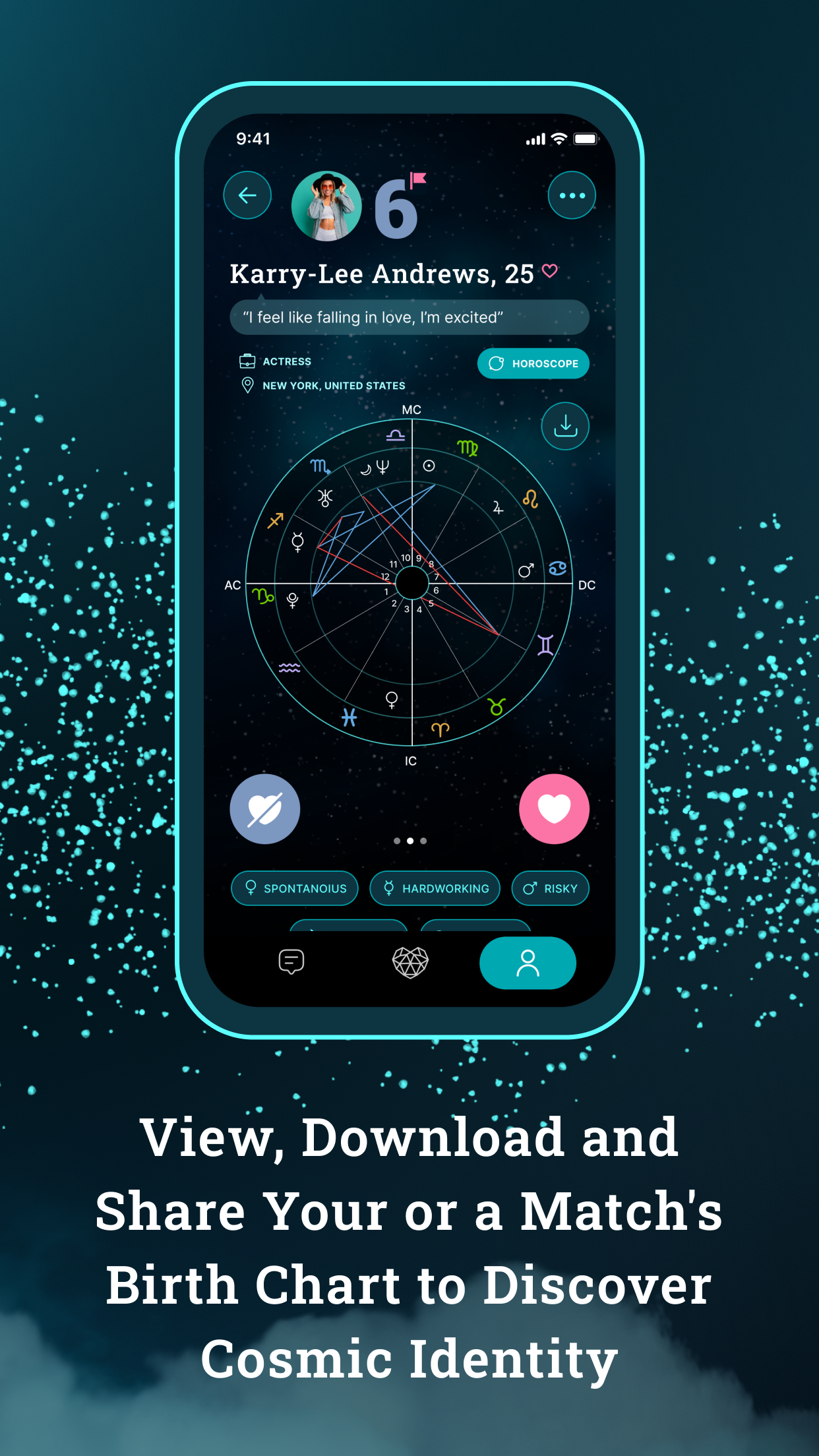
Một ứng dụng hẹn hò

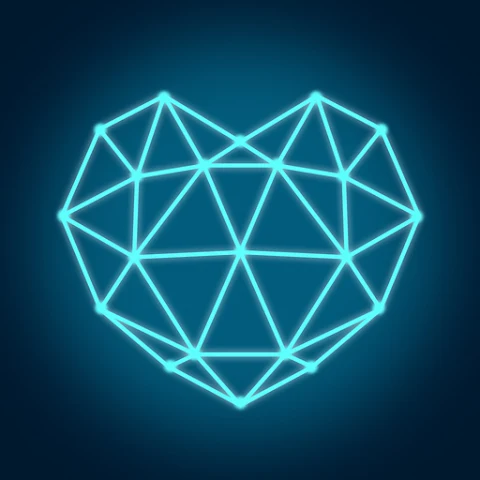
Cơ chế kết nối hẹn hò ảo

Bên cạnh những lợi ích, hẹn hò trực tuyến còn tiềm ẩn nhiều mối nguy hại nếu không sử dụng đúng cách cũng như không biết cách tự bảo vệ bản thân thì sẽ sa chân, trượt dài vào những cám dỗ mà những kẻ nặc danh gài sẵn sau chiếc mác hẹn hò trực tuyến. Điểm hạn chế lớn nhất của các ứng dụng hẹn hò hiện nay đó chính là ở việc xác minh danh tính. Vì không cần phải mất nhiều thủ tục, ai cũng có thể tạo một tài khoản trên ứng dụng hẹn hò trực tuyến một cách dễ dàng. Nhờ những sơ hở này mà kẻ gian sẽ tạo những tài khoản ảo, sử dụng hình ảnh và thông tin không xác thực để thực hiện hành vi lừa đảo người dùng. Ngoài tìm kiếm người yêu, người dùng ứng dụng hẹn hò trực tuyến còn có thể bắt gặp những đối tượng tìm bạn tình, yêu cầu không có sự ràng buộc về mặt tình cảm như văn hóa qua đêm. Các chuyên gia an ninh mạng cũng đưa ra khuyến cáo về việc nâng cao cảnh giác của bản thân khi sử dụng các ứng dụng hẹn hò trực tuyến.
Việc kiểm chứng thông tin và kiểm soát những mối nguy hiểm là điều cần thiết, giúp phòng tránh khỏi những cạm bẫy của những kẻ lừa đảo. Thực tế, những ứng dụng hẹn hò cũng tiềm ẩn nhiều nguy hiểm. Các nền tảng như Grindr và Tinder có quyền miễn trừ pháp lý rộng rãi khi họ kết nối người dùng với những kẻ lừa đảo, kẻ hiếp dâm, có sở thích làm tình qua điện thoại. Khi hẹn hò trực tuyến thì lời khuyên là nên có nguyên tắc, như việc có người muốn chat sex mà bản thân không thấy thoải mái thì hãy từ chối. Những đối tượng đó muốn người dùng gửi cho họ những tấm hình không quần áo thì nên từ chối nếu không sẵn sàng hoặc ngừng trò chuyện hoặc report/báo cáo (cảnh báo với ban quản trị) đang quấy rối tình dục. Hình ảnh riêng tư là thứ nhạy cảm, tạo ra những hệ luỵ tình huống về sau, hãy suy nghĩ kỹ trước khi trao đổi những hình ảnh riêng tư. 
Catfishing là hành vi lừa người khác trên mạng internet bằng tài khoản, danh tính, hình ảnh giả mạo và các thông tin khác để che dấu con người thật của họ. Hiện tượng này thường xuất hiện trên các trang mạng xã hội và ứng dụng hẹn hò. Lý do phổ biến nhất khiến một người giả mạo người khác là vì mong muốn được trở thành một con người hoàn hảo hơn. Kẻ lừa đảo sẽ tạo một tài khoản mạng xã hội với những thông tin giả, có thể là tạo ra danh tính giả hoặc giả mạo thông tin của một người khác. Họ sẽ thu thập hình ảnh để đăng tải và làm cho trang cá nhân đáng tin cậy hơn, đồng thời tạo ra một câu chuyện riêng về cuộc đời của danh tính giả. Những kẻ lừa đảo sẽ bắt đầu xây dựng các mối quan hệ trực tuyến với người khác bằng những thông tin giả đã tạo ra. Chủ đề mà những kẻ lừa đảo thường dùng để thu hút nạn nhân là đánh vào tâm lý đối phương bằng những câu chuyện cảm động. Catfish có thể được dùng để chỉ bất cứ ai thay đổi thông tin trên hồ sơ hẹn hò trực tuyến hoặc chỉnh sửa ảnh, thường là để họ trông đẹp hơn, để tuổi trên hồ sơ của mình nhỏ hơn tuổi thật, chỉnh lại hình đại diện cho da trắng hơn. Định nghĩa "catfishing" trở thành định nghĩa chung cho việc thay đổi thông tin cá nhân bằng bất cứ hình thức nào.